# Wunder einer Stimme – Enrico Caruso
Wunder einer Stimme – Enrico Caruso (Originaltitel: Enrico Caruso, leggenda di una voce; auch Das Wunder einer Stimme) ist ein italienischer Musikfilm von 1951 unter der Regie von Giacomo Gentilomo. Der Film beruht auf dem Roman Neapolitanische Legende von Frank Thiess. Der Tenor Mario del Monaco war die Gesangsstimme des Film-Carusos. In der DDR lief der Film unter dem Titel Enrico Caruso.

## Handlung
Schon der junge Enrico Caruso hat einen Traum, den er nie aus den Augen verliert, er möchte einmal ein berühmter Sänger werden. Unterstützung findet er bei seiner Mutter, die schwerkrank ist. Die Schwester ihres behandelnden Arztes ist Gesangslehrerin und Enricos Mutter erreicht, dass sie ihren Sohn kostenlos unterrichtet. Zu Carusos Enttäuschung aber ist der Unterricht, der nicht nur Gesang beinhaltet, nicht so, wie er es sich vorgestellt hatte.
Enrico Caruso, der im Armenviertel von Neapel aufwächst, begegnet dort dem Straßensänger Luigi Gregorio Proboscide, dem er sich freudig anschließt. Jedoch hat er die Rechnung ohne seinen Vater gemacht, der nichts von der Singerei seines Sohnes hält. Zu allem Unglück ist Carusos Mutter, die stets ein offenes Ohr für ihn hatte und an seine Stimme glaubte, inzwischen gestorben. So muss Caruso erst einmal Abschied von seinem Traum nehmen.
Es sollen acht Jahre vergehen, bis er Proboscide wieder begegnet. Dieser ist von der Stimme des jungen Mannes begeistert und empfiehlt Enrico Caruso dem Gesangspädagogen Vergine, der Proboscides Meinung teilt. Bei Proboscide trifft Caruso dessen Nichte, die junge Stella. Die beiden verlieben sich. Zwar ist Proboscide mit der Wahl seiner Nichte sehr einverstanden, Stellas Vater jedoch will seine Tochter mit einem reichen Aristokraten aus Sizilien verheiraten. Zu Enrico Carusos tiefer Enttäuschung beugt sich Stella dem Willen ihres Vaters.
Caruso konzentriert sich nun mehr auf seine Gesangskarriere und wird bei einem Vorsingen sogar von Ruggero Leoncavallo, dessen Bajazzo-Arie er vorträgt, gelobt. Der junge Sänger schließt sich einem Wanderunternehmen an, wo er als zweiter Tenor engagiert wird. Als das Ensemble in Trapani gastiert, wo Stella inzwischen wohnt, möchte Caruso unbedingt anstelle des ersten Tenors Giorgi auftreten, was Direktor Callaro jedoch ablehnt. Aus Trotz verweigert Caruso daraufhin eine weitere Mitwirkung generell und flüchtet in eine Kneipe.
Bei der Premiere fällt der erste Tenor Giorgi jedoch wegen Heiserkeit aus, so dass man auf Caruso zurückgreifen muss. Der hat sich jedoch inzwischen so viel Wein gegönnt, dass er nicht mehr nüchtern ist. Sein Auftritt ist eine Katastrophe. Das Publikum revoltiert, man setzt eine Pause an. Nach der Pause betritt ein völlig verwandelter Enrico Caruso die Bühne, dem es gelingt, das Publikum in seinen Bann zu ziehen. Ein erster Schritt zu einer großen Karriere ist getan.
Für eine Verbindung mit Stella, die im Publikum mitfieberte, war es aber zu spät.

## Hintergrund
In der Bundesrepublik Deutschland startete der Film am 12. April 1952, im Kino der DDR war die Premiere am 29. Mai 1953. In den USA hatte der Film am 2. September 1953 Premiere unter dem Titel The Young Caruso. 1952 startete er außerdem in Belgien, Dänemark und Schweden. 1953 erfolgte der Filmstart in Finnland, Portugal und Frankreich. In der Türkei erfolgte die Erstaufführung im Jahr 1956.
Caruso stammte tatsächlich aus einer armen neapolitanischen Familie und seine Mutter, die er über alles liebte, ermöglichte ihm eine Schulausbildung. Guglielmo Vergine, den renommierten Lehrer, gab es in Carusos Leben tatsächlich. Er unterrichtete ihn, obwohl er angeblich nicht an eine große Karriere Carusos glaubte, kostenlos, sicherte sich aber in einem Knebelvertrag 25 % aller Einnahmen Carusos in den ersten fünf Jahren. Caruso ging später dagegen vor und es kam zu einem Vergleich. Zu seiner Heimatstadt Neapel hatte Caruso zeit seines Lebens eine eher zwiespältige Liebe.

### Synchronisation
Die deutschsprachige Synchronbearbeitung oblag der Mars-Film GmbH. Für die Dialoge und die Regie war Hans F. Wilhelm verantwortlich. Den Ton übernahm Erwin Tews. Die Produktionsleitung hatte Conrad Flockner. Es handelt sich um eine Produktion von Asso-Film Rom, Verleih Deutsche London-Film.
| Rolle                      | Darsteller        | Synchronsprecher   |
| -------------------------- | ----------------- | ------------------ |
| Enrico Caruso (als Kind)   | Maurizio di Nardo | Wilfried Schälicke |
| Enrico Caruso (als Mann)   | Ermanno Randi     | Siegmar Schneider  |
| Carusos Mutter             | Maria von Tasnady | Ursula Herking     |
| Carusos Vater              | Gaetano Verna     | Erich Dunskus      |
| Stella                     | Gina Lollobrigida | Catja Görna        |
| Stellas Vater              | Giampolo Rosmino  | Arthur Schröder    |
| Proposcide, Carusos Gönner | Ciro Scafa        | Walter Suessenguth |
| Giovanni                   | Carletto Sposito  | Georg Thomalla     |
| Signora Tivaldi            | Elena Sangro      | Friedel Schuster   |
| Zucchi, Impresario         | Nerio Bernardi    | Herbert Hübner     |
| Callaro, Theaterdirektor   | Gino Saltamerenda | Georg Gütlich      |

## Kritik
„Die Jugendjahre des weltberühmten Tenors Enrico Caruso (1873–1921) bis zu seinem Aufstieg. Etwas simpel und sentimental geraten, aber als Gesangsfilm dank des Tenors Mario del Monaco recht gefällig. (DDR-Titel: ‚Enrico Caruso‘).“

## Rezeption
- Eine fiktive Fassung von Carusos Leben wurde ebenfalls 1951 mit Mario Lanza in der Hauptrolle unter dem Titel Der große Caruso eher kitschig verfilmt. Der Film war in Italien wegen seines relativ frei erfundenen Inhalts verboten. Auch konnte Lanza mit seiner elektronisch verstärkten Stimme nie ernsthaft als Caruso-Darsteller betrachtet werden (Lanza hat ganze drei Mal auf der Opernbühne gestanden).
- In dem Film Fitzcarraldo von Werner Herzog mit Klaus Kinski in der Hauptrolle des Fitzcarraldo steht am Anfang ein Auftritt von Caruso in der Oper von Manaus (Brasilien), wo Caruso jedoch in Wirklichkeit niemals gesungen hat.
- Aufnahmen von durch Caruso interpretierte Arien stellen den Großteil der Filmmusik des Films Match Point von Woody Allen dar.